# Władysław Orkan

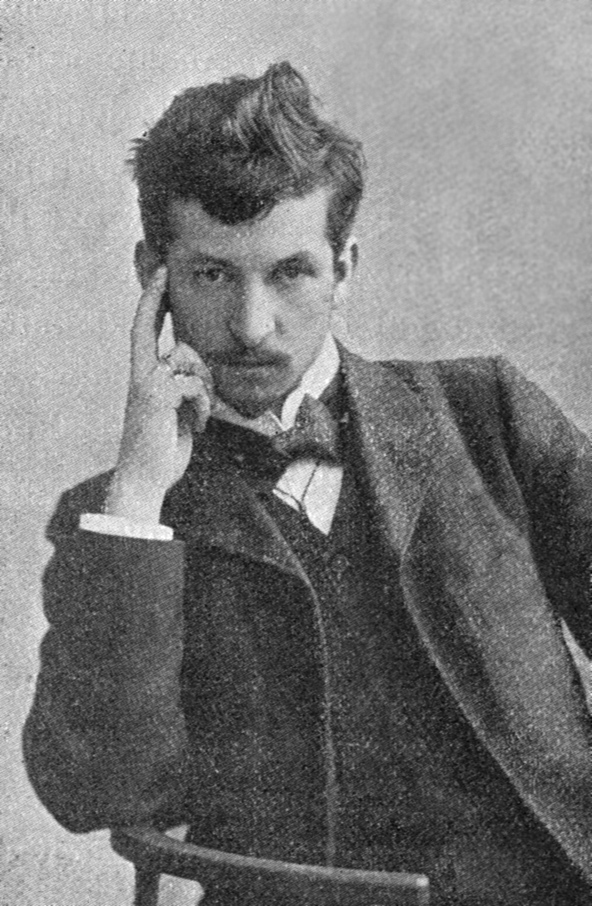
Władysław Orkan

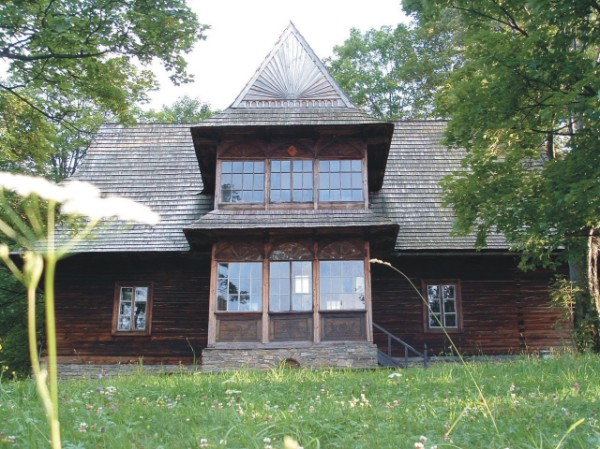
Orkanówka-Museum

Władysław Orkan, eigentlich Franciszek Xawery Smaciarz (* 27. November 1875 in Poręba Wielka, Powiat Limanowski; † 14. Mai 1930 in Krakau), war ein polnischer Schriftsteller der Junges-Polen-Periode, obwohl weder er sich selbst noch seine Zeitgenossen ihn der Moderne zugeordnet haben.

## Leben
Orkan war das zweite von drei Kindern in der Familie eines Holzfällers Smaciarz und seiner Frau geb. Smreczak und wurde als Franciszek Xawery Smaciarz geboren. 1898 änderte er seinen Familiennamen in Smreczyński (in Anlehnung an den Geburtsnamen seiner Mutter). Die ersten literarischen Versuche machte er im Gymnasium in Krakau, wegen der propolnischen Thematik unter dem Pseudonym Orkan. Wegen schwacher schulischer Leistungen schloss er das Gymnasium nicht ab und kehrte ohne Abitur in sein Heimatdorf zurück. Sein literarisches Debüt fand 1898 mit einem Novellenband statt, zu dem das Vorwort Kazimierz Przerwa-Tetmajer geschrieben hat.
Nach 1900 begann er mit dem Bau eines Hauses, das später das Biografische Museum Orkans (Muzeum Biograficzne Władysława Orkana), auch Orkanówka genannt, wurde.
Orkan wurde zeitlebens von finanziellen Sorgen und persönlichen Schicksalsschlägen begleitet, wie dem frühen Tod seiner Ehefrau und der schweren Krankheit seiner Tochter.

## Werke

### Lyrik
- Nad grobem Matki. Dumania. (1896)
- Z tej smutnej ziemi. (1903)
- Z martwej roztoki. (1912)
- Pieśni czasu. (1915)

### Drama
- Skapany świat.(1903)
- Ofiara. (1905)
- Wina i kara. (1905)
- Franek Rakoczy. (1908)

### Prosa
- Nowele (1898)
- Nad urwiskiem. Szkice i obrazki. (1900)
- Herkules nowożytny i inne wesołe rzeczy. (1905)
- Miłość pasterska. Nowele. (1908)
- Wesele Prometeusza. (1921)
- Komornicy. (1900)
- W roztokach (1903)
- Pomór. (1910)
- Drzewiej. (1912)
- Kostka Napierski. (1925)